# Mère Patrie (film)
Pour plus de détails, voir Fiche technique et Distribution.
Mère Patrie (Χώρα Προέλευσης (Chora proélefsis)) est un film grec réalisé par Syllas Tzoumerkas et sorti en 2010.

## Synopsis
Gena, constamment au chômage, est jugée incapable de s'occuper de ses enfants par le reste de sa famille qui la considère à moitié folle. La famille lui enlève son plus jeune fils. Il sera élevé par le frère de Gena, qui lui a réussi. Il est enseignant à l'université. Il s'occupera de son neveu en même temps que de sa fille unique. La désintégration de la famille qui explose en multiples conflits est parallèle à celle de la Grèce qui s'enfonce dans la crise économique.

## Fiche technique
- Titre : Mère Patrie
- Titre original : Χώρα Προέλευσης (Chora proélefsis)
- Réalisation : Syllas Tzoumerkas
- Scénario : Syllas Tzoumerkas et Youla Bountali
- Direction artistique : Mayou Trikerioti
- Décors : Mayou Trikerioti
- Costumes : Mayou Trikerioti
- Photographie : Pantelis Mantzanas
- Son :
- Montage : Panos Voutsaras
- Musique : Drog a Tek
- Société(s) de production : Centre du cinéma grec, ERT, Fantasia Audiovisual Ltd, Danza Projekt, Bad Movies
- Pays d'origine :  Grèce
- Langue : grec
- Format :  Couleurs - 35 mm - Dolby Digital
- Genre : Drame
- Durée : 106 minutes
- Dates de sortie : 
  -  Italie : septembre 2010 (Mostra de Venise 2010)
  -  Grèce : 21 octobre 2010

## Distribution
- Amalia Moutousi
- Thanos Samaras
- Ioanna Tsirigouli
- Errikos Litsis
- Marissa Triantafyllidou
- Christos Pasalis
- Giorgos Valais

## Récompenses
- Sélection hors compétition à la Mostra de Venise 2010
- Sélection au Festival du film Nuits noires de Tallinn 2010
- Sélection au Festival international du film de Göteborg 2011
- Sélection au Festival international du film d'Istanbul 2011
- Sélection au Festival international du film de Karlovy Vary 2011